# A Picture of Me (Without You)
A Picture of Me (Without You) è un album in studio del cantante statunitense George Jones, pubblicato nel 1972.

## Tracce
1. A Picture of Me (Without You) (Norro Wilson, George Richey)
2. Man Worth Lovin' You (Earl Montgomery)
3. She Knows What She's Crying About (John Riggs)
4. Second Handed Flowers (Tom T. Hall)
5. That Singing Friend of Mine (Curly Putman)
6. She Loves Me (Right Out of My Mind) (Freddy Weller, Spooner Oldham)
7. Tomorrow Never Comes (Ernest Tubb, Johnny Bond)
8. Another Way to Say Goodbye (Jean Chapel)
9. On the Back Row (Jerry Chesnut, Norro Wilson)
10. Let There Be a Woman (Jacqueline Wellman)
11. We Found a Match (Earl Montgomery)